# Augustus Tolton
John Augustus Tolton (1er avril 1854 - 9 juillet 1897), né à Brush Creek, Missouri dans le  Missouri, était un prêtre catholique afro-américain, connu comme l'un des premiers Afro-américains, ayant reçu l'ordination sacerdotale.

## Biographie
Augustus est né esclave, propriété de Stephen Eliot, il est le fils de Martha Jane Chisley et de Peter Paul Tolton. Après la Guerre de sécession, sa mère l’emmène à Quincy (Illinois), où il entre à la St. Boniface Catholic School. Des Franciscains, constatant sa Foi l'envoyèrent à la mission Saint-François-Xavier à Baltimore  pour qu'il puisse être ordonné prêtre. Comme c'était impossible aux États-Unis, il lui fut proposé de partir à Londres et de là devenir prêtre missionnaire à Bornéo. Mais divers événements rendirent la chose impossible.
Toujours avec le soutien de Franciscains, il entra au St. Francis Solanus College, devenue la Quincy University (en).
Enfin, en 1880 et sur la recommandation du Maître Général des Franciscains, il fut alors admis au Grand Séminaire de Rome.
Après avoir fait ses études à Rome, il exerça son ministère dans l'Illinois où il fut victime de discriminations. Il fonda la paroisse St. Monica à Chicago, la première destinée aux fidèles afro-américains.
Le 25 juillet 1886, il est nommé prêtre de l'église de la communauté noire St. Joseph à Quincy (Illinois).
Le 9 juillet 1897, Augustus Tolton décède des suites conjuguées d'une urémie et d'une défaillance cardiaque. Il repose au cimetière Saint-Pierre de Quincy (Illinois).

## Béatification
La cause pour la béatification et la canonisation d'Augustus Tolton débute le 2 mars 2010 à Springfield. L'enquête diocésaine récoltant les témoignages sur sa vie se clôture le 29 septembre 2014, puis est envoyée à Rome pour y être étudiée par la Congrégation pour les causes des saints. 
Après le rapport positif des différentes commissions sur la sainteté d'Augustus Tolton, le pape François procède, le 11 juin 2019, à la reconnaissance de ses vertus héroïques, lui attribuant ainsi le titre de vénérable.
Le 10 décembre 2016, le corps d'Augustus Tolton fut exhumé dans le cadre de la reconnaissance canonique des reliques.

## Liens  externes
- (en) Site officiel
- Notices dans des dictionnaires ou encyclopédies généralistes :   - American National Biography
  - BlackPast
  - Britannica
- Notices d'autorité :   - VIAF
  - ISNI
  - LCCN
  - GND
  - NUKAT
  - WorldCat